# Liolaemus insolitus
Liolaemus insolitus är en ödleart som beskrevs av  José Miguel Cei 1982. Liolaemus insolitus ingår i släktet Liolaemus och familjen Tropiduridae. Inga underarter finns listade i Catalogue of Life.